# Violetta (artista)
Aloisia Wagner (1906/ 1907 - ?), más conocida por su nombre artístico de Violetta, nació sin brazos ni piernas debido a su síndrome de tetraamelia en Hemelingen, Alemania, y tuvo una larga carrera en los espectáculos de rarezas.

## Trayectoria

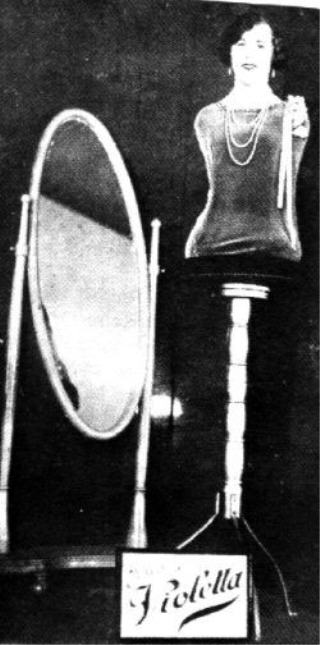
Violetta, en 1925.

El 23 de marzo de 1924, dejó su ciudad natal de Bremen-Hemelingen, Alemania, con su medio hermano y representante, Karl Grobecker, a bordo del SS George Washington el cual atracó en Nueva York el 3 de abril de 1924. Según la lista de pasajeros del barco, Aloisia tenía cabello rubio y ojos verdes, 3 pies de alto (91 cm), y viajaba a los EE. UU. para trabajar por 25 semanas para Samuel W. Gompertz en su Dreamland Circus Side Show. Se indica que es hija de Elise Wagner, de Hemelingen. La página anexa muestra que ambos permanecieron retenidos en un hospital un día, antes de permitir su ingreso en los EE. UU. Otras páginas sobre el pasaje de este barco muestran a muchos miembros del John Robinson Circus, que más tarde fue adquirido por John Nicholas Ringling, el último patrocinador de Violetta.
Durante los siguientes veinte años Aloisia actuó en numerosas barracas de feria (sideshows) y espectáculos de rarezas por todo Estados Unidos como cantante y fenómeno, incluyendo el Dreamland Circus Side Show en Coney Island, el Ringling Brothers and Barnum & Bailey Circus, y el Mighty Haag Circus. Una foto de 1925 (a la izquierda) muestra su actuación en el World Museum (un espectáculo de rarezas) en Los Ángeles. Según su biografía, el famoso escritor Jean Cocteau visitó a Violetta en el Luna Park de París en 1927, describiéndola como "una terca mujer alemana." En 1929, la revista surrealista belga Variétés publicó una foto de Violetta.
Wallace Stort en la revista London Life escribió sobre ella varias veces. Un artículo de Stort de 1940 es la última publicación conocida con una referencia a Violetta, describiendo en detalle cómo se movía a saltos impulsando la parte inferior del cuerpo, y era capaz de manipular objetos con la boca pudiendo peinar su cabello, vestirse, enhebrar una aguja, y coser. Stort también declaró que Violetta estaba casada y llevaba su alianza colgando en una cadena de oro alrededor del cuello, aunque no se encuentra información sobre este supuesto marido en ningún otro lugar.